# دوكي
تعد الدوكى عادة قديمة تتم ممارستها في المناطق الموجودة أقصى غرب النيبال، حيث يتم تقديم فتاة شابة للمعبد. هذه العادة آخذة بالانحدار.
تتحول الفتيات إلى دوكيات بسبب تقديم أهلهم لهم للمعبد على أمل الحصول على الحماية والمعروف من الآلهة أو حين يبيع الأهل بناتهم لأزواج أكثر ثروة ممن يريدون الحصول على نفس الغرض.تحصل العائلات الفقيرة ممن يقدمون بناتهن على المكانة والتقدير من قبل مجتمعاتهم بسبب التضحية التي قاموا بها. كما أنهم يتخلصون من عبء إيجاد زوج مناسب لبناتهن.
بعد تقديم الفتيات للمعبد، لا يمكن للأهل الذين قدموا الفتيات تقديم أي مساعدات مالية لهن أو الإتصال بهن.
ولأن الدوكيات يعدوا غير صالحات للزواج ولا يحصلن على أي مساعدات مالية من الذين قدموهن للمعبد؛ فيعتمدن على المعونات المالية المقدمة من رواد المعبد. تعتمد الكثير من الدوكيات على ممارسة الجنس من أجل البقاء كنوع من أنواع الدعارة والذي بمقتضاه يتم مقايدة الجنس مقابل الحصول على الاحتياجات الأساسية كالغذاء والمأوى؛ وذلك لعدم توافر دخل كافي، أو تعليم أو مهارات، بالإضافة إلى أن الضغط الناتج عن الاعتقاد الفلكلوري بأن ممارسة الجنس مع الدوكي يغفر الذنوب ويجلب الحظ.
في الغالب لا تستطيع بنات الدوكيات -اللاتي يطلق عليهن اسم «ديفي»- أن يحصلن على الجنسية النيبالية؛ وذلك بسبب القانون المحلى الذي ينص على أن الجنسية تتبع نسل الأب، وبسبب عدم التمكن من الحصول على التعليم وعدة خدمات اجتماعية أخرى؛ تتحول الديفيات إلى دوكيات.
على الرغم من ذلك، حدث تغيير تشريعي عام 2006 يعطي الحق للدوكيات بمنح الجنسية لأطفالهن في حالة إثبات أن الأب نيبالي، بينما نسل الأم يظل غير معترف به.

## التاريخ
وفقًا للتقاليد، يتم تقديم فتيات الدوكي للمعابد في سن الخامسة أو السادسة - أي عندما يزلن «نقيات» - كعبيد مقدسات بالمعبد أو كراقصات للمعبد. يقمن الدوكيات بتأدية عدة خدمات بالمعبد حتى بلوغهن وحينها تتم مطالبتهن بتوفير الخدمات الجنسية لكهنة المعبد وللعباد.
اختلف دور الدوكيات في المجتمع قديمًا عن دورهن الحالي الموصوم؛ ففي إحدى مقالته يصف روبين لوكي مكانة الدوكيات القديمة: " في الماضي، احتلت الفتيات التي يتم تقديمهن للمعابد مكانة مرموقة في المجتمع. حيث كن يقيمن الحفلات العامة والأعياد لإضافة الطابع الشرعي لالتزامهم تجاه المعبد وتجاه زواجهن بالإله ذلك بالإضافة إلى احترام دورهن كخادمات للمعبد.
يتم تقديم جزء من ملكية المعبد للفتيات مقابل خدمتهن بالإضافة إلى تراكم ثروتهم من خلال التبرعات إلى الإله."
و بمرور الوقت، سقطت رعاية المعبد واختفى هذا النظام. برغم من حصول الدوكيات على بعض الاحترام لمكانتهم المقدسة، فهذا الاحترام لا يتم التعبير عنه ماليًا. فيتم اغتصاب الدوكيات من قبل الكهنة مباشرة بعد تكريسهن للمعبد – أي عندما لا يزلن في ما بين الخامسة والسابعة من عمرهن. تنشأ تلك الفتيات معتمدة على أنفسهن بدون تعليم أو مهارات مكتسبة وذلك بسبب تخلي الأهل وكل وسائل الدعم عنهن. في منحة دراسية حديثة، أكد بعض الكتاب على أن تجارة الجنس متأصلة في النيبال بسبب بعض العادات مثل الدوكي والتي جعلت المجتمع ينظر إلى النساء باعتبارهن أشياء ورموز أكثر من كونهم أناسًا. أكد البعض الآخر من الكتاب أن وجود الدوكي بالمجتمعات يدفع شعبها لقبول تلك العادات.